# Förstoringsapparat

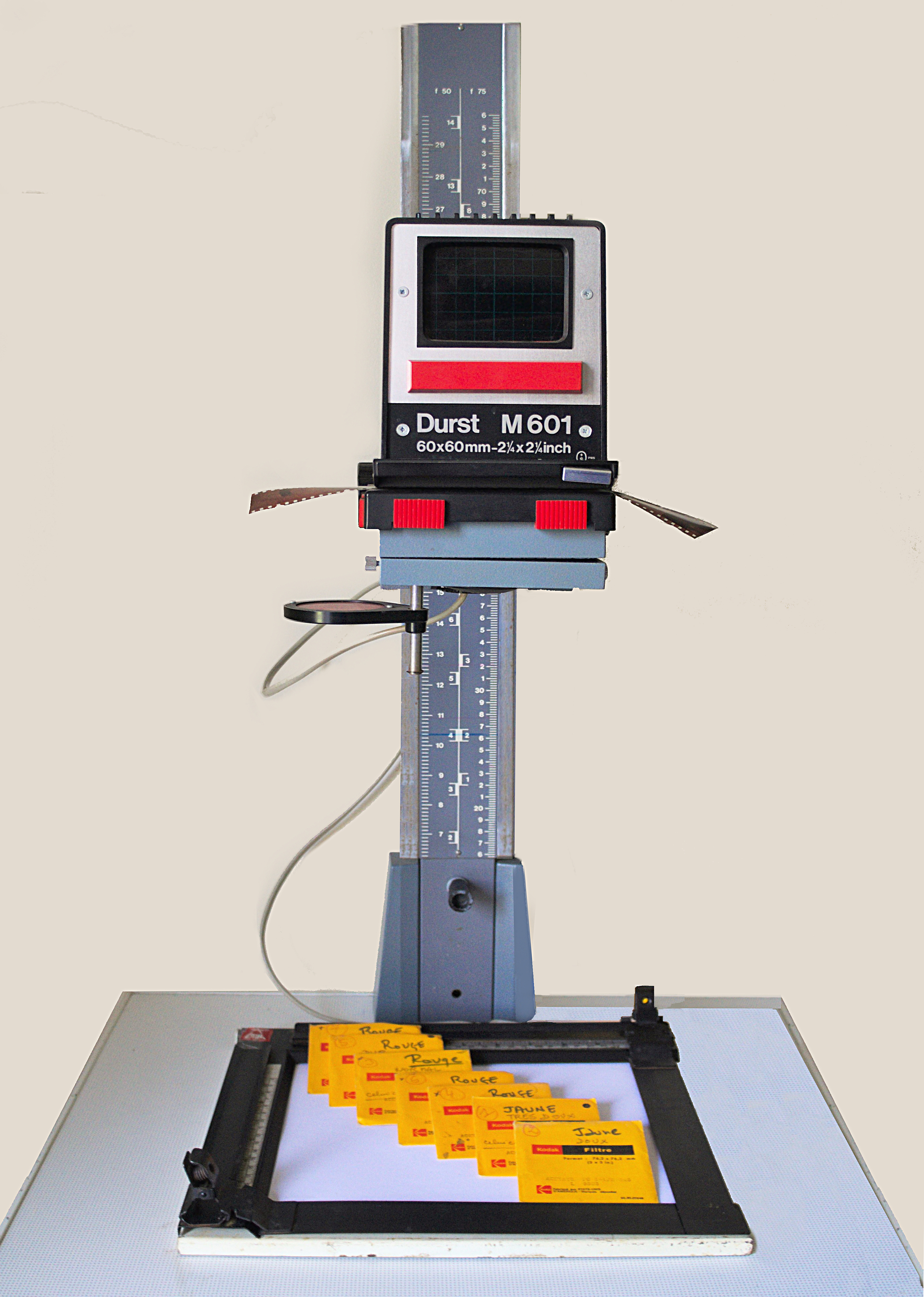
Durst M601 förstoringsapparat

En Förstoringsapparat är en projektor som projicerar ett fotografiskt negativ på ett fotopapper, som därigenom exponeras.
Brännvidden på objektivet som används vid förstoringsarbete bör motsvara eller vara längre än normalobjektivet för det negativformat som kopieras. Alltså används objektiv upp till 65mm i brännvidd för kopiering av småbild (24x36mm, 135-film), upp till 100mm vid kopiering av 6x6cm mellanformat (120- eller 220-film), upp till 180mm för 10x13cm (4x5 tum) och så vidare.